# Grand Prix Velké Británie 1960
Grand Prix Velké Británie 1960 (oficiálně 13th RAC British Grand Prix) se jela na okruhu Silverstone v Silverstonu ve Velké Británii dne 16. července 1960. Závod byl sedmým v pořadí v sezóně 1960 šampionátu Formule 1.

## Závod
| Poř.   | No. | Jezdec              | Konstruktér        | Počet kol | Čas/Odstoupení    | Pořadí na startu | Body |
| ------ | --- | ------------------- | ------------------ | --------- | ----------------- | ---------------- | ---- |
| 1      | 1   | Jack Brabham        | Cooper-Climax      | 77        | 2:04:24.3         | 1                | 8    |
| 2      | 9   | John Surtees        | Lotus-Climax       | 77        | + 49.6            | 11               | 6    |
| 3      | 7   | Innes Ireland       | Lotus-Climax       | 77        | + 1:29.6          | 5                | 4    |
| 4      | 2   | Bruce McLaren       | Cooper-Climax      | 76        | + 1 kolo          | 3                | 3    |
| 5      | 12  | Tony Brooks         | Cooper-Climax      | 76        | + 1 kolo          | 9                | 2    |
| 6      | 11  | Wolfgang von Trips  | Ferrari            | 75        | + 2 kola          | 7                | 1    |
| 7      | 10  | Phil Hill           | Ferrari            | 75        | + 2 kola          | 10               |      |
| 8      | 15  | Henry Taylor        | Cooper-Climax      | 74        | + 3 kola          | 16               |      |
| 9      | 14  | Olivier Gendebien   | Cooper-Climax      | 74        | + 3 kola          | 12               |      |
| 10     | 5   | Dan Gurney          | BRM                | 74        | + 3 kola          | 6                |      |
| 11     | 19  | Maurice Trintignant | Aston Martin       | 72        | + 5 kol           | 21               |      |
| 12     | 26  | David Piper         | Lotus-Climax       | 72        | + 5 kol           | 23               |      |
| 13     | 25  | Brian Naylor        | JBW-Maserati       | 72        | + 5 kol           | 18               |      |
| 14     | 16  | Masten Gregory      | Cooper-Maserati    | 71        | + 6 kol           | 14               |      |
| 15     | 21  | Gino Munaron        | Cooper-Castellotti | 70        | + 7 kol           | 24               |      |
| 16     | 8   | Jim Clark           | Lotus-Climax       | 70        | + 7 kol           | 8                |      |
| Ret    | 4   | Graham Hill         | BRM                | 71        | Brzdy             | 2                |      |
| Ret    | 24  | Lucien Bianchi      | Cooper-Climax      | 62        | Elektronika       | 17               |      |
| Ret    | 6   | Jo Bonnier          | BRM                | 59        | Zavěšení          | 4                |      |
| Ret    | 3   | Chuck Daigh         | Cooper-Climax      | 58        | Přehřátí          | 19               |      |
| Ret    | 17  | Ian Burgess         | Cooper-Maserati    | 58        | Motor             | 20               |      |
| Ret    | 18  | Roy Salvadori       | Aston Martin       | 46        | Řízení            | 13               |      |
| Ret    | 23  | Jack Fairman        | Cooper-Climax      | 46        | Palivové čerpadlo | 15               |      |
| Ret    | 22  | Keith Greene        | Cooper-Maserati    | 12        | Přehřátí          | 22               |      |
| PO*    | 3   | Lance Reventlow     | Cooper-Climax      |           | Odvolán           |                  |      |
| Zdroj: |     |                     |                    |           |                   |                  |      |

## Průběžné pořadí po závodě
Pohár jezdců
|        | Pořadí | Jezdec            | Body |
| ------ | ------ | ----------------- | ---- |
|        | 1      | Jack Brabham      | 32   |
|        | 2      | Bruce McLaren     | 27   |
|        | 3      | Stirling Moss     | 11   |
| 2      | 4      | Innes Ireland     | 11   |
| 1      | 5      | Olivier Gendebien | 10   |
| Zdroj: |        |                   |      |

Pohár konstruktérů
|        | Pořadí | Konstruktér     | Body |
| ------ | ------ | --------------- | ---- |
|        | 1      | Cooper-Climax   | 46   |
|        | 2      | Lotus-Climax    | 25   |
|        | 3      | Ferrari         | 16   |
|        | 4      | BRM             | 6    |
|        | 5      | Cooper-Maserati | 3    |
| Zdroj: |        |                 |      |